# Kalikst Caravario
Św. Callisto Caravario (chiń. 高惠黎; pinyin Gāo Huìlí; ur. 8 czerwca 1903 w Turynie, zm. 25 lutego 1930 w Chinach) – święty Kościoła katolickiego, włoski salezjanin, ksiądz, misjonarz, męczennik.

## Życiorys
Kalikst Caravario od 1914 r. uczył się w gimnazjum salezjańskim w Turynie-Valdocco. W 1918 r. wstąpił do nowicjatu salezjanów w Foglizzo Canavese, gdzie pierwsze śluby złożył 19 września 1919 r. 7 października 1924 r. opuścił Turyn i udał się na misje. Najpierw przybył do Szanghaju, gdzie uczył się chińskiego. Święcenia kapłańskie przyjął 18 maja 1929 r., następnie został skierowany do pracy w Lianzhou.
W lutym 1930 r. towarzyszył biskupowi Versiglia w podróży wizytacyjnej po placówkach misyjnych. 25 lutego 1930 r. popłynął dżonką razem z biskupem Versiglia, dwoma innymi misjonarzami, dwoma chińskimi katechistami i uczennicami szkoły katechistycznej do Lianzhou. Wszyscy oni uważali, że w dużej grupie będzie małe zagrożenie rabunku ze strony piratów. W południe, gdy przybyli do Litouzui zostali zatrzymani przez bandę piratów. Piraci żądali znacznej sumy jako okupu. Zauważyli na pokładzie dziewczęta i chcieli zabrać je siłą. Misjonarze interweniowali, prosząc piratów w uprzejmych słowach. Usiłowania te były daremne, piraci próbowali dostać się na pokład dżonki, misjonarze zagrodzili im drogę. Doprowadzeni do szaleństwa piraci bili strzelbami biskupa Versiglia i księdza Caravario, tak że ci padli zakrwawieni na ziemię. Następnie misjonarze zostali zabrani do lasu. Po kilku minutach usłyszano strzały.

## Dzień wspomnienia
- 13 listopada
- 9 lipca w grupie 120 męczenników chińskich

## Proces beatyfikacyjny i kanonizacyjny
Został beatyfikowany 15 maja 1983 r. przez Jana Pawła II razem z Alojzym Versiglia. Kanonizowany w grupie 120 męczenników chińskich 1 października 2000 r. przez Jana Pawła II.

## Źródła internetowe
- Życiorys. chinesemartyrs.org. [zarchiwizowane z tego adresu (2004-06-11)]. (ang.)